# Хилл, Джин
Джин Хилл (англ. Jean Hill; 15 ноября 1946 года, Балтимор, Мэриленд, США — 24 октября 1984 года, там же) — американская модель и актриса. Известна своим участием в фильмах Джона Уотерса.

## Биография
Джин Хилл родилась Балтиморе, штат Мэриленд, в семье медсестры и санинспектора. В 1965 году окончила старшую школу Фредерика Дугласа, также училась в Балтиморском колледже, а позднее получила степень бакалавра в Государственном торговом университете. Хилл работала тьютором в 181 школе Балтимора для детей с ограниченными возможностями.
В конце семидесятых годов неординарный режиссёр Джон Уотерс ищет на роль в своем новом фильме «Жизнь в отчаянии» полную афро-американку. Привратник Уотерса знакомит его со своей подругой Джин Хилл. Так она попадает в каст фильма, а позднее и в труппу постоянных актёров Уотерса — «Dreamland». Позже, в своей книге «Shock Value» Уотерс напишет: «Моя мечта осуществилась тогда — четыреста фунтов настоящего таланта». Параллельно Джин участвует в местном театре, а также помогает в разработке костюмов для актёров.
Благодаря дружбе с актрисой Эдит Мэсси становится гей-иконой. Активно выступала в качестве защитницы прав ЛГБТ-сообщества и была сторонницей узаконивания однополых браков.
Джин Хилл скончалась 21 августа 2013 года в Балтиморе от почечной недостаточности.

## Фильмография
| Год  | Название                    | Роль             |
| ---- | --------------------------- | ---------------- |
| 1977 | Жизнь в отчаянии            | Гризельда Браун  |
| 1981 | Полиэстер                   | Монахиня         |
| 2000 | В плохом вкусе              | Играет саму себя |
| 2004 | Грязный стыд                | Женщина в пожаре |
| 2005 | Вся грязь „Грязного стыда“' | Играет саму себя |
| 2010 | Фрэнсис: мать Дивайн        | Играет саму себя |